# Перринс, Джордж
Джордж Пе́рринс (англ. George Perrins; 24 февраля 1873 — дата смерти неизвестна) — английский футболист, выступавший на позиции хавбека.

## Футбольная карьера
Родился в Бирмингеме. Начал карьеру в местном клубе «Бирмингем Сент-Джорджес», выступавшем в Футбольном альянсе. В 1892 году клуб прекратил своё существование, и в июле 1892 года Джордж перешёл в клуб «Ньютон Хит» (в будущем известный под названием «Манчестер Юнайтед»). Дебютировал в основном составе 3 сентября 1892 года в матче Первого дивизиона против «Блэкберн Роверс» (это была первая игра клуба в рамках Футбольной лиги Англии). Выступал за «Ньютон Хит» на протяжении четырёх сезонов, сыграв в общей сложности в 102 матчах. Является одним из семи игроков в истории «Ньютон Хит» и «Манчестер Юнайтед», сыгравших 100 и более матчей за клуб и при этом не забивших ни одного гола.
В июле 1896 года перешёл в «Лутон Таун», но не смог закрепиться в основном составе, сыграв только 6 матчей за 2 сезона. В 1898 году перешёл в «Чатем Таун», за который выступал до 1901 года. Провёл за клуб 51 матч и забил 2 мяча. В мае 1901 года стал игроком «Стокпорт Каунти», за который провёл 25 матчей.

## Статистика выступлений
| Клуб             | Сезон            | Лига | Лига | Кубок | Кубок | Прочие | Прочие | Итого | Итого |
| Клуб             | Сезон            | Игры | Голы | Игры  | Голы  | Игры   | Голы   | Игры  | Голы  |
| ---------------- | ---------------- | ---- | ---- | ----- | ----- | ------ | ------ | ----- | ----- |
| Ньютон Хит       | 1892/93          | 28   | 0    | 1     | 0     | 2      | 0      | 31    | 0     |
| Ньютон Хит       | 1893/94          | 27   | 0    | 3     | 0     | 1      | 0      | 31    | 0     |
| Ньютон Хит       | 1894/95          | 25   | 0    | 1     | 0     | 1      | 0      | 27    | 0     |
| Ньютон Хит       | 1895/96          | 12   | 0    | 1     | 0     | 0      | 0      | 13    | 0     |
| Ньютон Хит       | Итого            | 92   | 0    | 6     | 0     | 4      | 0      | 102   | 0     |
| Лутон Таун       | 1897/98          | 6    | 0    | 0     | 0     | −      | −      | 6     | 0     |
| Лутон Таун       | Итого            | 6    | 0    | 0     | 0     | 0      | 0      | 6     | 10    |
| Стокпорт Каунти  | 1901/02          | 29   | 0    | 3     | 0     | −      | −      | 32    | 0     |
| Стокпорт Каунти  | Итого            | 29   | 0    | 3     | 0     | 0      | 0      | 32    | 0     |
| Всего за карьеру | Всего за карьеру | 127  | 0    | 9     | 0     | 4      | 0      | 140   | 0     |